# 寬眼冰杜父魚
寬眼冰杜父魚，為輻鰭魚綱鮋形目杜父魚亞目杜父魚科的其中一種。分布於北太平洋區的白令海及阿拉斯加海域，屬深海底棲魚類，棲息深度約水深199至749公尺，體長可達15公分。

## 扩展阅读
維基物種上的相關：寬眼冰杜父魚